# Відновлювальні роботи
Відно́влювальні робо́ти (згідно з ДСТУ України 3321:2003 "відновчі роботи") (рос. восстановительные работы; англ. reclamation activity; restoration, regeneration works;  нім. Aufbauarbeit f; Reduktionarbeit f) – будівельно-монтажні роботи капітального характеру, пов’язані з відновленням придатності основних фондів, які були порушені внаслідок різних стихійних лих, аварій і т.п.
Розрізняють:
- ремонтно-відновлювальні роботи,
- аварійно-відновлювальні роботи.